# Let’s Get Loud (DVD)
Let’s Get Loud – drugie DVD amerykańskiej piosenkarki Jennifer Lopez.

## Lista utworów
1. Program Start – 0:37
2. „Let’s Get Loud” – 4:10
3. „Ain’t It Funny” – 11:08
4. „Cariño” – 6:38
5. „Play” – 5:43
6. „Feelin’ So Good” – 3:41
7. „I’m Real” – 4:17
8. Dancer Introductions
9. Medley: „Secretly"/"Theme from Mahogany (Do You Know Where You're Going To)” – 5:12
10. „I Could Fall in Love” – 7:01
11. „Si Ya Se Acabó” – 4:38
12. Band Introductions
13. Medley: „Waiting for Tonight”/"Walking on Sunshine” – 8:04
14. „If You Had My Love” – 7:17
15. „Love Don’t Cost a Thing” – 5:58
16. „Plenarriqueña” – 5:42
17. End Credits – 6:56